# ルーカス・マルティネス・クアルタ
ルーカス・マルティネス・クアルタ（スペイン語: Lucas Martínez Quarta、1996年5月10日 - ）は、アルゼンチン・マル・デル・プラタ出身のサッカー選手。アルゼンチン代表。ポジションはDF。CAリーベル・プレート所属。

## クラブ歴
CAリーベル・プレートのユースチームで育ち、2016年11月に同クラブでプロデビューをした。
2020年10月5日、イタリア・セリエAのACFフィオレンティーナに移籍した。
2025年1月7日、アルゼンチンリーグのリーベルプレートに復帰した。

## 代表歴
アルゼンチン代表として2019年9月のチリ代表、メキシコ代表戦のメンバーに招集された。

## タイトル
アルゼンチン代表
- コパ・アメリカ：2回（2021, 2024）